# غزل فطري

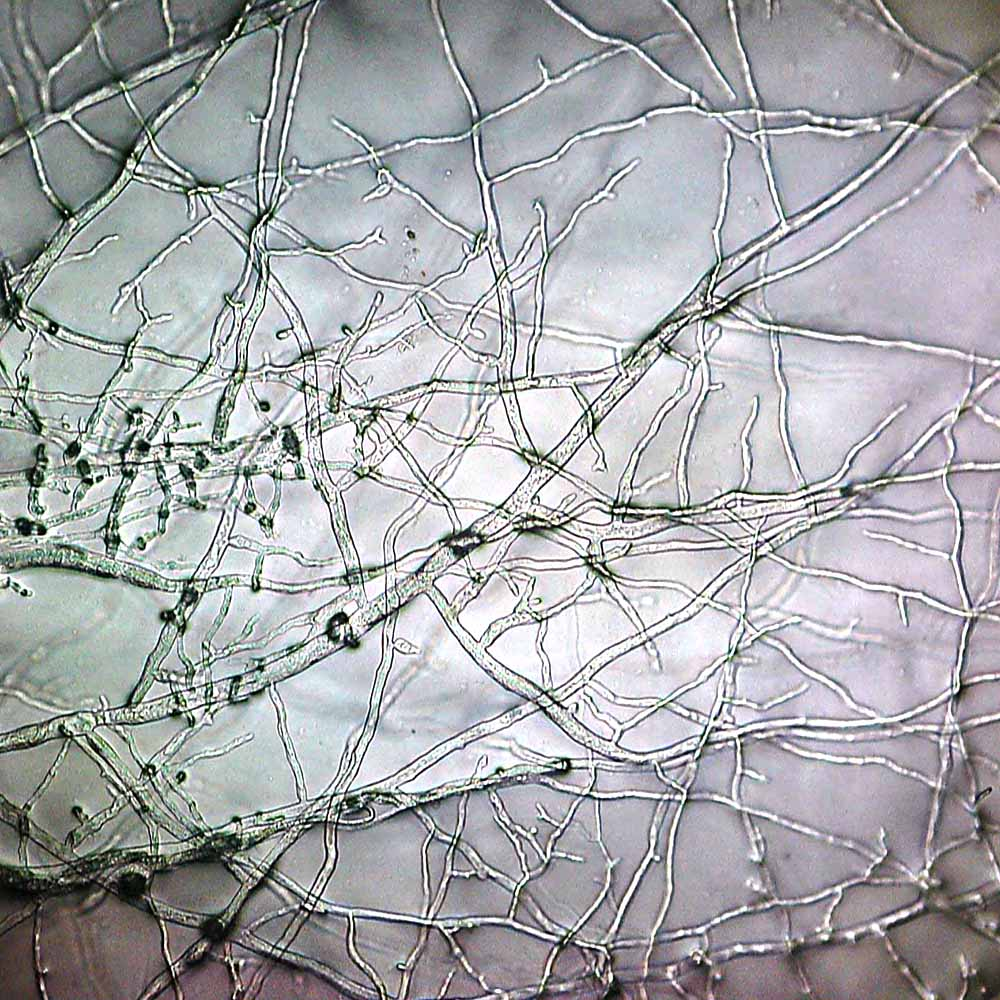
عرض مجهري لغزل فطري هذه الصورة تغطي ملليمتر مربعًا واحدًا.

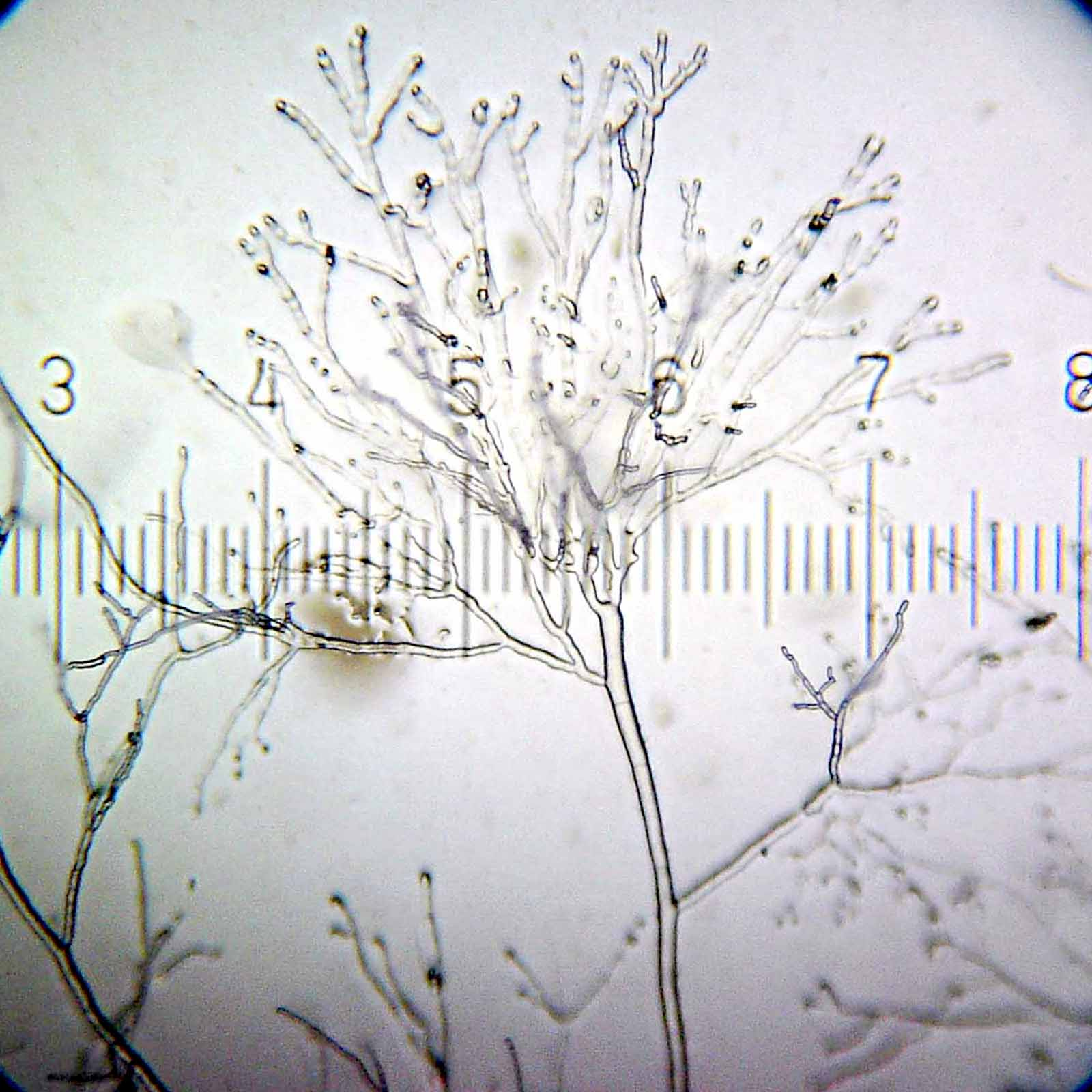
عرض مجهري آخر لغزل فطري تكتكات مرقمة تبلغ 230 µm كل على حدة.

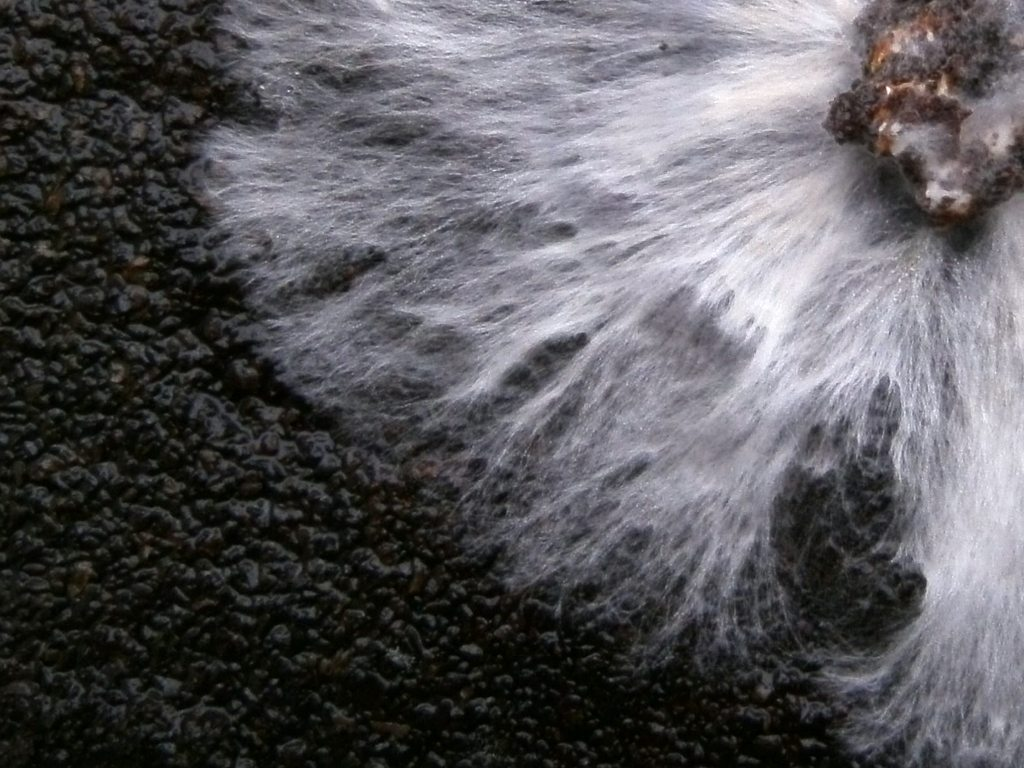
فطر محاري بلوروتوس أوستيرياتوس (Pleurotus ostreatus) ينمو على أراضي عليها بقايا قهوة

الغزل الفطري أو المشيجة الفطرية (بالإنجليزية: Mycelium)‏ وهو الجزء النباتي الأخضر الذي يوجد في الفطر ، والذي يتكون من جزء كبير من خيط فطري متفرع. وفي بعض الأحيان، يسمي هذا الجزء الكبير من الخيط الفطري المتفرع باسم شيرو (shiro)، وخاصة حينما تكون بداخل الحلقات الجينية للفطريات. ويتم العثور على مستعمراتٍ فطريةٍ تتكون من الغزل الفطري في التربة أو في طبقاتٍ تحتية أخرى كثيرة. تنبت البوغ الفردية النموذجية داخل غزل فطري متماثل النوى، والذي لا يستطيع أن يتكاثر جنسيًا ؛ فعندما يرتبط اثنان متوافقان من الغزل الفطري متوافق النوى ويشكلان غزلاً فطريًا مزدوجا النواة، فإن هذا الغزل الفطري قد يُكوِّن ثمرة كبيرة مثل عيش الغراب. وقد يكون الغزل الفطري دقيقًا، بحيث يُشكِل مستعمرة صغيرة جدًا يتعذر رؤيتها بالعين المجردة، أو قد تكون واسعة النطاق.